# Steve Bailey

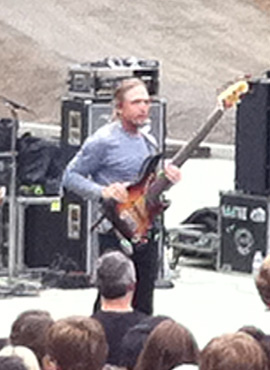
Steve Bailey (2010)

Steve Bailey (* 10. Februar 1960 in Myrtle Beach, South Carolina) ist ein US-amerikanischer E-Bassist.
Steve Bailey ist bekannt für seine virtuose Beherrschung des sechssaitigen bundlosen E-Basses, insbesondere mit Einsatz von Flageolett-Tönen. Musikalisch beheimatet ist er in Fusion und Jazzrock. Innerhalb der Bassistengemeinschaft erlangte er Popularität durch seine Lehrtätigkeit am BIT und Lehrvideos mit Victor Wooten. Steve Bailey ist ein gefragter Studiomusiker. So spielte er unter anderem auf Alben von Kitarō, Kilauea, Harry Sheppard, David Benoit, Jethro Tull und Steve Reid, war Mitglied der Rippingtons und gehörte zu den Tourbands von Größen wie Dizzy Gillespie, Willie Nelson oder Larry Carlton.
Seit Jahren tritt er als Werbeträger für den Gitarrenhersteller Aria auf und spielt ein sechssaitiges, bundloses, nach seinen Vorstellungen entworfenes Modell dieser Firma. Er gehört auch zu den Endorsern der Firma Warwick und spielt unter anderem den Warwick Steve Bailey Signature Bass.

## DVD
- Steve Bailey & Victor Wooten: Bass Extremes Live. (Warner, 2003) Lehrvideo in englischer Sprache